# Комарова, Елена Анатольевна
Елена Анатольевна Комарова (в девичестве Анкудинова; 14 июня 1992, Североуральск, Свердловская область) — российская биатлонистка, чемпионка и призёр чемпионата России, мастер спорта России (2012).

## Биография
Первый тренер — Василий Степанович Лесников, в дальнейшем тренировалась у С. С. Шестова (Тюменская область), Кирилла Комарова (Башкортостан). В середине 2010-х годов представляла Центр спортивной подготовки г. Тюмени и Тюменскую область, параллельным зачётом представляла Башкортостан.
До конца 2010-х годов выступала под фамилией Анкудинова, с 2019 года — Комарова.

### Юниорская карьера
В 2011 и 2012 годах победила в эстафете на первенстве России по летнему биатлону среди юниоров.
На чемпионате мира среди юниоров 2012 года в Контиолахти стала победительницей в спринте, заняла 11-е место в пасьюте и 17-е — в индивидуальной гонке. В том же году на юниорском чемпионате Европы в Брезно выступала только в индивидуальной гонке и заняла седьмое место.
На чемпионате мира среди юниоров 2013 года в Обертиллиахе завоевала бронзовые медали в эстафете в составе сборной России, а также была 20-й в спринте, восьмой — в гонке преследования и 14-й — в индивидуальной гонке. На юниорском чемпионате Европы 2013 года в Банско стала двукратным серебряным призёром — в индивидуальной гонке и смешанной эстафете, а также заняла 11-е место в спринте и пятое — в пасьюте.

### Взрослая карьера
В 2012 году победила в спринте на II Всероссийской зимней Универсиаде.
Становилась чемпионкой России в 2015 году в командной гонке. Завоёвывала серебряные медали чемпионата страны в гонке патрулей (2014) и бронзовые медали в командной гонке (2014) и гонке патрулей (2015). Также становилась чемпионкой России по летнему биатлону, в том числе в 2016 году в масс-старте, в 2013 году была бронзовым призёром в эстафете.
На зимней Универсиаде 2013 года в Трентино заняла 31-е место в спринте и 23-е — в гонке преследования. На зимней Универсиаде 2015 года в Осрбли заняла пятое место в масс-старте, а в индивидуальной гонке была 14-й.
В 2016 году принимала участие в чемпионате мира по летнему биатлону в Отепя. В смешанной эстафете сборная России заняла лишь 10-е место с семью штрафными кругами (три из них пришлись на долю Анкудиновой), в личных видах спортсменка была 27-й в спринте и 21-й — в гонке преследования.
По окончании сезона 2016/17 приостановила карьеру. В сезоне 2019/20 вернулась в спорт. Стала бронзовым призёром чемпионата России 2020 года в командной гонке в составе сборной Башкортостана, бронзовым призёром чемпионата России по летнему биатлону 2020 года в суперспринте.